# 4. Armee (Rote Armee)
Die 4. Armee (russisch 4-я армия) war ein Großverband der Roten Armee, der im Zweiten Weltkrieg an der sowjetischen Westfront eingesetzt war und dreimal aufgelöst und neu aufgestellt wurde.

## 1. Formation
Die 4. Armee wurde am 15. September 1939 als Teil des Besonderen Weißrussischen Militärbezirks auf Grundlage des Oberkommandos der Heeresgruppe Bobruisk gebildet und rückte unter General Tschuikow ab 17. September in Ostpolen ein.
Bei Beginn des Unternehmen Barbarossa (22. Juni 1941) war die 4. Armee Teil der Westfront und stand in folgender Gliederung am westlichen Grenzabschnitt zwischen Kobrin und Brest:
28. Schützenkorps, Generalmajor W. S. Popow
- 6. Schützendivision, Oberst M. A. Popsui-Schapko
- 42. Schützendivision, Generalmajor I. S. Lasarenko
- 49. Schützendivision, Oberst K. F. Wasiljew
- 75. Schützendivision, Generalmajor S. I. Nedwigin
- 62. befestigtes Gebiet Brest, Generalmajor M. I. Pusyrjew
- 447., 455. und 462. Korps-Artillerie-Regiment, Oberst A. A. Mavrin
- 120. schweres Haubitzen-Artillerie-Regiment

14. mechanisierte Korps, Generalmajor S. I. Oborin
- 22. Panzerdivision, Generalmajor V. P. Puganow
- 30. Panzerdivision, Oberst Semjon I. Bogdanow
- 208. motorisierte Division, Oberst Filipp F. Kudjurow

Das 28. Schützenkorps versuchte die Angriffskeile der deutschen Panzergruppe 2 im Raum Brest zu stoppen und wurde nach Pruschany zurückgedrängt. Die Festung Brest wurde vom deutschen XII. A.K. eingeschlossen. Am 23. Juni startete die 4. Armee einen weiteren Gegenangriff mit dem 14. mechanisierten Korps, aber die deutschen Truppen konnten die Offensive fortsetzten. Die 4. Armee wurde dabei gespalten, die Hauptverbände über Slonim und Baranowitschi zurückgedrängt, der linke Armeeflügel, die 75. und 205. Schützendivision konnte sich in südlicher Richtung auf Pinsk zurückziehen. Die 155. Schützendivision wurde von der 10. Armee als Reserve zugeführt, auch die zur Unterstützung eingetroffene 47. Schützenkorps konnte den deutschen Durchbruch auf Minsk nicht mehr aufhalten: Am 26. Juni fiel Sluzk in deutsche Hand und am 28. Juni ging auch Bobruisk verloren. Zwischen der 13. und 21. Armee zogen sich die aus dem Kessel von Minsk verfolgten Reste der 4. Armee über den Dnjepr zurück.
Armeegliederung am 1. Juli 1941
28. Schützenkorps (Generalmajor W. S. Popow)
- 6. Schützendivision (Oberst M. A. Popsui-Schapko)
- 42. Schützendivision (Oberst N. J. Kosyr)
- 155. Schützendivision (Generalmajor P. A. Alexandrow)

47. Schützenkorps (Generalmajor S. I. Powetkin)
- 121. Schützendivision (Generalmajor P. M. Sykow)
- 143. Schützendivision (Oberst G. A. Kurnosow)
- 55. Schützendivision (Oberst G. A. Ter-Gasparjan)

Am 4. Juli wurden die Reste der 4. Armee in das Gebiet von Nowosybkow zurückgezogen und dem Befehlshaber der bei Gomel konzentrierten 21. Armee unterstellt. Am 8. Juli wurde Generalmajor A. A. Korobkow abgelöst und bald verhaftet, der bisherige Stabschef Oberst Leonid Sandalow übernahm interimsweise den Oberbefehl der Armee. Am 12. Juli drangen deutsche Truppen bereits in die Verteidigungsstellungen entlang des Pronja durch, am 15. Juli ging Propoisk verloren und die 4. Armee nahm defensive Positionen zwischen dem Sosch-Abschnitt und Kritschew ein. Versuche, Propoisk zurückzunehmen dauerten bis Ende Juli. Am 26. Juli 1941 wurden die Truppen der 4. Armee auf der Grundlage der Direktive des Obersten Kommandozentrums vom 23. Juli an die 13. Armee übertragen, ihre Feldverwaltung wurde zur Bildung des Oberkommandos der neuen Zentralfront übertragen.

## 2. Formation
Die zweite Formation der 4. Armee wurde am 26. September 1941 auf der Grundlage der 52. Armee (1. Formation) aktiviert und als sogenannte 4. separate Armee nach Glaschewo versetzt. Die durchschnittliche Abschnitte betrugen pro Division 12–13 Kilometer. In der ersten Oktoberhälfte 1941 verteidigte die Armee an der Pschyowscha-Mündung eine etwa 50 km breite Frontlinie südlich der 54. Armee, die vom rechten Ufer des Wolchow von Kirischi bis Grusino (12 km östlich von Tschudowo), dann weiter nordwestlich bis zum Maluksinski-Sumpfgebiet verlief.
- Die Armee bestand aus der 285., 311. und 292. Schützendivision, der 27. Kavallerie-Division, dem 119. separaten Panzerbataillon, einem Korpsartillerie-Regiment und einem technischen Pontonbataillon. Die 32. Schützendivision sowie die 9. Panzerbrigade wurden später aus der Stawka Reserve angeschlossen.

### 1941
Von Oktober bis Dezember 1941 nahm die 4. Armee an der Schlacht um Tichwin (16. Oktober – 30. Dezember) teil. Am 16. Oktober startete das deutsche XXXIX. und I. A.K., welche die Front bei Grusino und Selischchensk Poselok an der Naht zwischen der 4. und 52. Armee bis zum 20. Oktober durchbrach. Am 22. Oktober fiel Bolschaja Wischera und am 23. Oktober Budogosch. Am 27. Oktober wurde die deutsche Offensive 40 km östlich von Malaja Wischera durch die 52. Armee und in der Region Sitoml durch die 4. Armee gestoppt. Auf der rechten Armeeflanke hielt sich die 285. Schützendivision nördlich der Eisenbahnlinie Kirischi-Mga, auf der linken Flanke gab die 311. und 292. Schützendivision nach, Ende Oktober musste hier die 310. Schützendivision als Verstärkung zugeführt werden. In der ersten Novemberhälfte musste die schwer bedrängte 4. Armee zusätzlich durch die 65. (von der Transbaikal-Front) und 92. S.D. (von der Fernostfront), die benachbarte 52. Armee durch die 259. S.D. (von der 34. Armee der Nordwestfront) sowie durch die 60. Panzerdivision verstärkt. Die 4. Armee konzentrierte bei Sitoml zwei Divisionen (44. und 191. Schützendivision sowie ein Panzerregiment der 60. Panzerdivision) und im Raum westlich Zaozerje zwei weitere Divisionen (4. Garde-Schützendivision und Masse der 60. Panzerdivision), welche Gegenangriffe in Richtung Budogosch-Grusino ausführen sollten. Die deutschen Truppen, welche am 1. November den sowjetischen Gegenschlag abschlugen, nahmen am 5. November ihren Vorstoß wieder auf und konnten am 9. November Tichwin einnehmen. Die Abwehrkräfte der Armeegruppe Nowgorod und der Truppen der 4. Armee waren erfolglos geblieben.
Die Rückeroberung Tichwin wurde befohlen: mit Unterstützung der Armeegruppe Nowgorod waren drei Armeen (54., 4. und 52. getrennt) anzusetzen, um die alte Frontlinie am rechten Ufer des Flusses Wolchow wieder herzustellen und zudem Brückenköpfe am linken Ufer zu bilden. Der Hauptschlag sollte aus dem Raum östlich Tichwin von der 4. Armee getragen werden, Ziel war es sich mit den Truppen der 54. Armee im Gebiet von Kirischi und mit den Truppen der 52. Armee im Gebiet von Grusino zu verbinden. Truppen der 52. Armee (Generalleutnant N. K. Klykow), welche am 12. November die Offensive starteten, nahmen am 20. November Malaja Wishera zurück. Die Ankunft der Kampfgruppe des Generalmajors P. A. Iwanow (Einheiten der 44. Schützen- und der 60. Panzerdivision), verstärkt durch die 191. Schützendivision und zwei Panzerbataillone ermöglichte der 4. Armee die Teilnahme am Gegenstoß. Am 5. Dezember ging die 4. Armee erneut in die Offensive. Im Raum Tichwin waren zwei Stoßgruppen für den Gegenangriff etabliert. An den südlichen Zugängen der Stadt wurde die Verteidigung von der Einsatzgruppe des Generalmajors A. A. Pawlowitsch (27. Kavallerie- und 60. Panzerdivision) und links davon durch die Einsatzgruppe von Generalleutnant W. F. Jakowlew (Teile der 92. Schützen- und der 4. Garde-Schützendivision sowie ein Panzerregiment der 60. Panzerdivision) gewährleistet. Links davon konzentrierte man im Raum südöstlich von Tichwin die 65. Schützendivision, die aus der Reserve des Oberkommandozentrums eingetroffen war. Die Gruppe Pawlowitsch, verstärkt durch eine Schützenbrigade, führte den Hauptangriff entlang des Sjas-Abschnitts. Die 65. Schützendivision griff nach Süden und Südwesten an. Am 9. Dezember mussten die deutschen Truppen Tichwin aufgeben. Die sowjetischen Truppen der östlichen (mittleren) und der südlichen Kampfgruppe griffen in Richtung Budogosch an; die nördliche Gruppe der 4. Armee rückte von Tichwin in Richtung Ostaschew Gorka-Selenetz vor. Die Offensive entwickelte sich langsam, erst am 15. Dezember nahmen sowjetische Truppen Sitoml ein, am 19. Dezember erreichten sie den Lynka-Abschnitt. Am 17. Dezember vereinigten sich Truppen der 4. und 52. Armee, jetzt als Teil der Wolchow-Front verlor die 4. Armee ihren Status als selbständige Armee. Am 21. Dezember vereinigte sich die rechte Flanke der 4. Armee etwa 20 Kilometer südöstlich der Stadt Wolchow mit den Truppen der 54. Armee (3. Garde- und 310. Schützendivision). Am gleichen Tag wurde Budogosch zurückgenommen und am 22. Dezember erreichte die 65. und 92. Schützendivision den Wolchow zwischen Kirischi und Lezno, wo kleine Brückenköpfe gebildet wurden. Durch den Druck der 54. Armee und von Einkreisung bedroht, begannen sich die deutschen Truppen wieder zum Wolchow zurückzuziehen, wobei die Bahnlinie Tichwin-Wolchow von der Roten Armee bis zum 24. Dezember freigekämpft werden konnte.
Ende Dezember stand die 4. Armee (ab 18. Dezember Teil der neu gebildeten Wolchow-Front) am Wolchow-Fluss vor Kirischi (verblieb in deutschen Händen) und hielt zwei Brückenköpfe am linken Ufer nordwestlich von Grusino. Während die 4. Armee, zu der jetzt die 4. Garde-, 92., 44., 191. Schützen-Division und später die 60. Panzerdivision gehörte, wieder am Wolchow stand, verblieb die 27. Kavalleriedivision zur Sicherung von Tichwin im Hinterland. Die 4. Armee stand – mit Ausnahme des deutschen Brückenkopfes bei Kirishi – in den gleichen Positionen, die sie Anfang Oktober 1941 auf etwa 25 Kilometer verteidigt hatte.

### 1942
Im Frühjahr 1942 sollte nach dem Überqueren des Wolchow ein Vorstoß der 4. Armee auf Tosno erfolgen und damit die deutsche Gruppierung im Raum Mga abgeschnitten werden und dann auf Krasnogwardeisk und Ropscha eingedreht werden. Am 7. Januar ging die 4. Armee im Rahmen der
Ljubaner Operation wieder in die Offensive über und versuchte vergeblich Kirischi einzunehmen, wobei die angesetzte 65. Schützendivision bis 10. Januar vor der Bahnstation Tigoda und dem Dorf Zelentsi über 1.500 Mann Verluste hatte. Die Offensive wurde am 13. Januar wieder ohne Erfolg aufgenommen, die Truppen wurden sogar 1,5 bis 2 Kilometer auf Kirischi zurückgeworfen und ging wieder in Verteidigung über. Weil im Süden die Truppen der 2. Stoßarmee erfolgreicher operierten, mussten am 14. Januar die Formationen am linken Flügel an die 2. Stoßarmee übertragen werden. In der zweiten Januarhälfte 1942 erreichte der Durchbruch der 2. Stoßarmee im erkämpften Korridor das Dorf Mjasni Bor, die an der rechten Flanke eingesetzte 59. Armee wurde dann nach Süden verlegt. Dementsprechend wurde der bisherige Frontabschnitt der 59. Armee durch die 4. Armee übernommen. Jetzt verlief die Linie der 4. Armee im Anschluss zur 54. Armee über Larionow nordwestlich von Kirischi, entlang des Wolchow, wobei der Kirischi-Brückenkopf in deutscher Hand verblieb, weiter nach Grusino.
Ab 22. Januar kämpfte die 4. Armee um den Brückenkopf bei Grusino. Erst am 27. April konnten die Truppen der 288. Schützendivision die erste Verteidigungslinie durchbrechen, wurden jedoch durch Feuer vor der Arakschjew-Kaserne gestoppt. Am 5. Juni folgte ein deutscher Angriff auf den Brückenkopf, indem nur das 23. Schützen-Regiment (11. Sch.Div.) und eine Batterie der 604. Flieger-Abwehrdivision befand. Einheiten der 44. und 310. Schützendivision gingen mit Unterstützung der 195. Panzerbrigade zum Gegenangriff über. Im Juni 1942 wurden die Angriffe fortgesetzt, wobei es gelang, beim Bahnhof Kirischi vorzurücken und die Dörfer Nowinka und Planitza zu stürmen. Gleichzeitig wurde zwischen 8.–11. Juli der Brückenkopf Grusino von den deutschen Truppen angegriffen, die aber von der 58. Schützenbrigade gestoppt wurden. Nach dem Scheitern der eigenen Offensive wurde die 4. Armee durch die 259. Schützendivision, die 24. Schützenbrigade und die 7. Garde-Panzerbrigade sowie Artillerie verstärkt.
Am 20. Juli startete die Armeeverbände einen neuem massiven Angriff und wurde wieder zurückgeschlagen. Bereits am ersten Tag der Offensive erhoben sich Teile der Armee, um zwölf Mal anzugreifen, aber Kirischi verblieb in deutsche Hände. In sechstägigem Kampf gelang es den Truppen der Armee nur einen 800 Meter breiten Streifen zurückzuerobern. Am 31. Juli wurden die abgekämpften Einheiten der 11. Schützendivision im Brückenkopf durch die frische 21. Schützendivision abgelöst. Am 13. und 22. August 1942 folgten weitere Angriffe die noch in den ersten drei Septemberwochen 1942 fortgeführt wurden. Oft wurden für einen 30–40 Meter tiefen Abschnitt mehrere Wochen lang vergeblich gekämpft. Obwohl die deutschen Truppen schwere Verluste erlitten hatten, konnten sie die Kirischi-Brückenköpfe über das ganze Jahr halten.

### 1943
Das gesamte Jahr 1943 führt die 4. Armee weitere Geländekämpfe im Streifen vor dem Wolchow-Brückenkopf von Grusino und entlang des Wolchow und um den Brückenkopf von Kirischi. Am 1. Mai 1943 erließ die Stawka eine Weisung Anweisung zum Abzug der 4. Armee in die Reserve, doch am 3. Mai wurde die Entscheidung aufgehoben, nur die 254. Schützendivision wurde herausgezogen.
Bis Ende Oktober 1943 hielt die Armee die Linie am Ostufer der Wolchow und am Nordufer des Tigoda-Flusses. Ab 3. Oktober begann die Deutschen ihre Frontlinie zu verkleinern und räumten schließlich den Kirischi-Brückenkopf kampflos. Der Abzug der deutschen Truppen wurde nicht erkannt, als die Truppen der 4. Armee zu verfolgen ansetzten, hatten sich die deutschen Einheiten bereits entlang des Flusses Tigoda neu befestigt und konnten dort die 4. Armee abschlagen. Infolge der erfolgten Frontverkürzung wurde das Kommando der 4. Armee überflüssig, die rechts anschließende 54. Armee übernahm die ganze Linie am Tigoda-Abschnitt. Am 28. Oktober erließ das Hauptquartier des Obersten Kommandos die Anweisung zur Auflösung der 4. Armee, die dann am 25. November erfolgte.

## 3. Formation
Im Rahmen der Transkaukasischen Front wurde im Januar 1944 zur Vereinigung der sich im Grenzbereich des Iran befindlichen sowjetischen Truppen eine neue 4. Armee etabliert. Diese Armee umfasste Verbände, die zuvor der Transkaukasischen Front und dem zentralasiatischen Militärbezirk zugeteilt waren:
58. Schützenkorps
- 68. Gebirgs-Division
- 75. Schützendivision
- 89. und 90. Infanterie-Brigade

15. Kavalleriekorps
- 1. Kavalleriedivision
- 23. Kavalleriedivision
- 39. Kavalleriedivision
- 1595 Panzerabwehr-Artillerie-Regiment
- 15. Separate Panzerabwehrabteilung

## Führung
Oberbefehlshaber
- Generalmajor Wassili Iwanowitsch Tschuikow (September – Dezember 1939)
- Generalmajor Alexander Andrejewitsch Korobkow (17. Januar – 8. Juli 1941)
- Oberst Leonid Michailowitsch Sandalow (8. – 23. Juli 1941);
- Generalleutnant Wsewolod Fjodorowitsch Jakowlew (26. September – 9. November 1941)
- Armeegeneral Kirill Afanassjewitsch Merezkow (11. November – 16. Dezember 1941)
- Generalmajor Pjotr Alexejewitsch Iwanow (15. Dezember 1941 – 3. Februar 1942)
- Generalmajor Pjotr Iwanowitsch Ljapin (3. Februar – 25. Juni 1942)
- Generalleutnant Nikolai Iwanowitsch Gussew (26. Juni 1942 – 30. Oktober 1943)
- Generalleutnant Iwan Gerassimowitsch Sowetnikow (1944 – 1945)

Stabschefs
- Oberst Leonid Michailowitsch Sandalow (August 1940 – Juli 1941)
- Generalmajor Pjotr Iwanowitsch Ljapin (26. September – 16. Dezember 1941)
- Oberst Iwan Prokofjewitsch Alferow (16. – 27. Dezember 1941)
- Oberst Pawel Semjonowitsch Winogradow (27. Dezember 1941 – 23. März 1942)
- Oberst Iwan Prokofjewitsch Alferow (23. März 1942 – 9. April 1942)
- Oberst/Generalmajor B. A. Roschdestwenski (4. September 1942 – 8. November 1943)
- Generalleutnant Pavel Sergejewitsch Jarmoschkewitsch (10. Januar 1944 – 8. Februar 1945)
- Oberst Sergei Wassiljewitsch Tschernyschow (8. Februar – 28. Mai 1945)

Mitglieder des Militärrats
- Divisionskommissar F. I. Schlykow (Juni – Juli 1941)
- Divisionskommissar Alexei Michailowitsch Pronin (September – November 1941)
- Divisionskommissar Markian Nikanorowitsch Zelenkow (November – Dezember 1941)
- Divisionskommissar Iwan Wassiljewitsch Zujew (Dezember 1941 – März 1942)
- Regimentskommissar Leonid Pawlowitsch Gratschew (März 1942)
- Regimentskommissars Alexander Fjodorowitsch Bobrow (März – Oktober 1942)
- Generalmajor Karp Lukitsch Pantas (Dezember 1942 – November 1943)
- Generalmajor Alexander Georgjewitsch Russow (1944 – 1945)